# Kyle Vanden Bosch
(en) Statistiques sur pro-football-reference
Kyle Dale Vanden Bosch, né le 17 novembre 1978 à Larchwood, Iowa, est un joueur américain de football américain.
Il a joué defensive end pour les Cardinals de l'Arizona, les Titans du Tennessee et les Lions de Détroit en National Football League (NFL).